# Мисс Интернешнл 1996

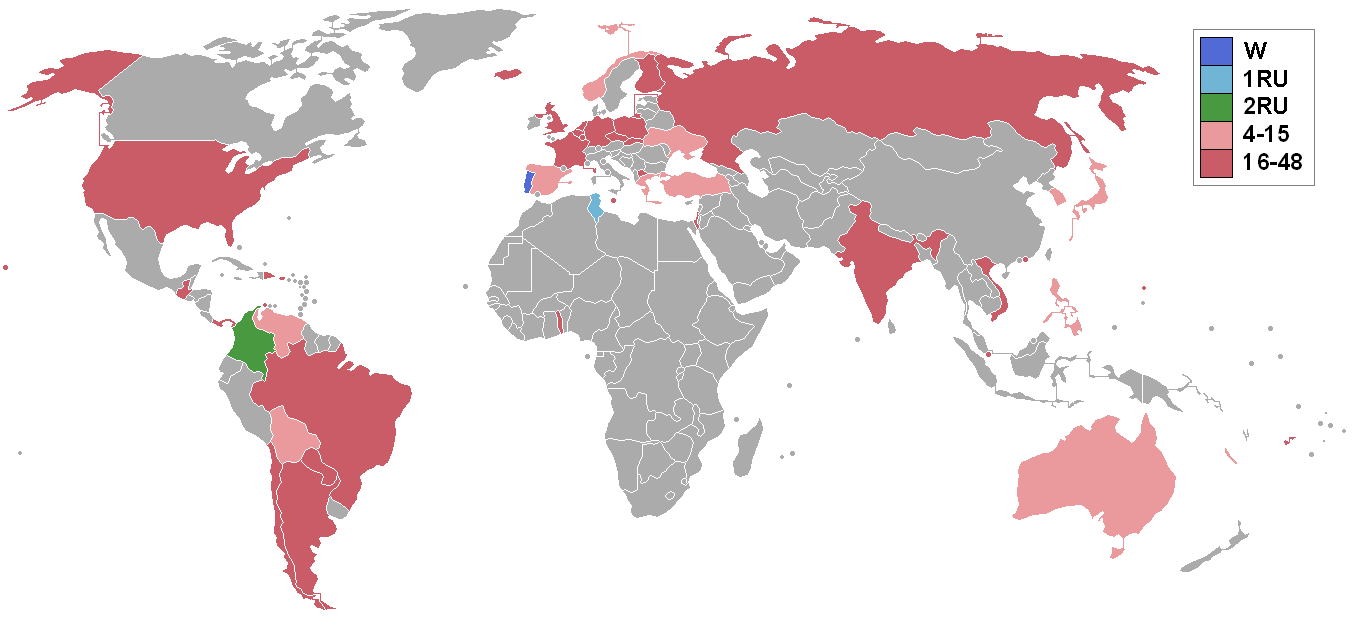
Страны-участницы Мисс Интернешнл

Мисс Интернешнл 1996 (англ. Miss International 1996) — 36-й международный конкурс красоты Мисс Интернешнл, проведённый 26 октября 1996 года в Канадзава (Япония), который выиграла Фернанда Алвес из Португалии.

## Финальный результат
| Финальный результат  | Участницы |
| -------------------- | --- |
| Мисс Интернешнл 1996 | - Португалия — Фернанда Алвес |
| 1-я вице-мисс        | - Тунис — Ибтишем Ламар |
| 2-я вице-мисс        | - Колумбия — Клаудия Инес де Торкорома Мендоса Лемус |
| Полуфиналистки       | - Австралия — Кайли Энн Уотсон - Боливия — Элька Пачеко - Греция — Рания Ликуди - Япония — Акико Сугано - Республика Корея — Ким Чунхва - Новая Каледония — Таня Лиз Читти - Норвегия — Эва-Шарлотт Стенсет - Филиппины — Йедда Мари Мендоса Киттилствед - Испания — Роса Мария Тейшидор Касадо - Турция — Гокче Янардаг - Украина — Наталья Васильевна Козицкая - Венесуэла — Карла Стейнкопф |

## Специальные награды
| Награда                    | Участницы                                            |
| -------------------------- | ---------------------------------------------------- |
| Лучший Национальный костюм | - Колумбия — Клаудия Инес де Торкорома Мендоса Лемус |
| Мисс Дружба                | - Северные Марианские Острова — Кэтлин Уилльямс      |
| Мисс Фотогеничность        | - Республика Корея — Ким Чунхва                      |

## Участницы
| - Аргентина — Мария Ксения Бордон - Аруба — Юлиса Мари Лампе - Австралия — Кайли Энн Уотсон - Бельгия — Барбара Ван дер Бекен - Боливия — Элька Гротхенхорст-Пачеко - Бразилия — Ана Карина Гойс Хома - Чили — Александра Де Гранаде Эррасурис - Колумбия — Клаудия Инес де Торкорома Мендоса Лемус - Чехия — Зденка Задразилова - Доминиканская Республика — Сандра Наташа Абреу Матусевичус (Universe 96) - Фиджи — Ранджани Рошини Даял - Финляндия — Ульрика Тереза Вестер - Франция — Нэнси Корнелия Делеттрез - Германия — Андреа Валашевски - Великобритания — Шауна Мари Гунн (World 95) - Греция — Рания Ликуди - Гватемала — Карла Ханнелор Бетета Форкель (Universe 96) - Гавайи — Кам Ау - Нидерланды — Леони Мария Бон - Гонконг — Фиона Юэнь Чойвань - Исландия — Эйдур Гейрсдоуттир - Индия — Флёр Доминик Хавьер - Израиль — Анн Конопни - Япония — Акико Сугано | - Республика Корея — Ким Чунхва - Люксембург — Кристиан Лорент (Europe 96) - Северная Македония — Александра Петко Петровска (Europe 97) - Мальта — Мэри Фарругия - Новая Каледония — Таня Лиза Читти - Северные Марианские Острова — Кэтлин Уилльямс - Норвегия — Эва-Шарлотт Стенсет - Панама — Бетси Джанет Ачурра - Парагвай — Клаудия Росио Мельгарехо - Филиппины — Йедда Мари Мендоса Киттилсведт - Польша — Моника Марта Адамек - Португалия — Фернанда Алвес - Пуэрто-Рико — Лидия Гусман Лопес - Россия — Юлия Владимировна Ермоленко - Сингапур — Кэрел Сиок Лянг Лоу - Словакия — Мартина Яйцайова - Испания — Роса Мария Касадо Тейшидор - Того — Аманда Адама Бава - Тунис — Ибтишем Ламар - Турция — Гокче Янардаг - Украина — Наталья Васильевна Козицкая (World 94) - США — Мая Ядира Кашак - Венесуэла — Карла Андерина Штайнкопф Струве - Вьетнам — Фам Ань Фыонг |

## Не участвовали
- — Присилла Руис
- — Глория Ондина Ривера